# مایکروسافت ماکرو اسمبلر
مایکروسافت ماکرو اسمبلر (به انگلیسی: Microsoft Macro Assembler) یا MASM یک اسمبلر خانواده ایکس۸۶ برای سیستم عامل ام‌اس-داس و مایکروسافت ویندوز است که از طیف گسترده‌ای از امکانات ماکرو و برنامه‌نویسی ساخت‌یافته، شامل تابع‌های سطح بالا برای تشکیل حلقه و روال‌ها، پشتیبانی می‌کند. مایکروسافت ماکرو اسمبلر از نسخهٔ ۸ به بعد شامل دو اسمبلر است که ML.EXE برای داده‌های ۱۶-بیتی و ۳۲-بیتی و ML64.EXE برای داده‌های ۶۴-بیتی استفاده می‌شود.
این اسمبلر توسط مایکروسافت عرضه شده ولی از نسخهٔ ۶٫۱۲ فروش آن به عنوان یک محصول جداگانه متوقف شد و به همراه کیت‌های توسعهٔ نرم‌افزار و مفسرهای زبان سی این شرکت عرضه گردید. نسخه‌های اخیر MASM در بستهٔ نرم‌افزاری مایکروسافت ویژوال استودیو موجود است.

## ابزارهای پشتیبان
برخی از نرم‌افزارهایی که از مایکروسافت ماکرو اسمبلر پشتیبانی می‌کنند عبارتند از:

### محیط‌های یکپارچه توسعه نرم‌افزار
- RadASM[۱]
- WinAsm Studio[۲]
- EasyCode[۳]
- Visual Studio[۴]

### اشکال‌زداها
- OllyDbg[۵]

### دیس‌اسمبلرها
- دی‌اسمبلر تعاملی IDAPro

## دیگر اسمبلرهای سازگار
اسمبلرهای زیر می‌توانند بیشتر کدهایی را که برای مایکروسافت ماکرو اسمبلر نوشته شده به استثنای آن‌هایی که شامل ماکروهای پیچیده هستند را اسمبل کنند:
- توربو اسمبلر توسط بورلند عرضه شد و سپس به مالکیت امبارکادرو (به انگلیسی: Embarcadero) در آمد. آخرین بار در سال ۲۰۰۲ به‌روزرسانی شد و برای چندین سال همراه با دلفی و سی++بیلدر عرضه شد.
- جی‌وسم ماکرو اسمبلر (به انگلیسی: JWASM Macro Assembler)
- پلز ماکرو اسمبلر (به انگلیسی: Pelle's Macro Assembler) که جزئی از محیط توسعه پلز سی (به انگلیسی: Pelles C) بود.

## مثال
برنامه Hello World برای سیستم‌عامل ام‌اس-داس (۱۶-بیتی):
```
.model
 
small

.stack
 
2048

.data

message
 
db
 
"
Hello
,
 
World
!
"
,
 
'
$
'

.code

main
 
proc

	
mov
 
ax
,
 
@
data

	
mov
 
ds
,
 
ax
 

	

	
mov
 
ah
,
 
09
h

	
mov
 
dx
,
 
offset
 
message

	
int
 
21
h

	

	
mov
 
ax
,
 
4
c00h

	
int
 
21
h

main
 
endp

	
end
 
main

```

معادل همین برنامه برای مایکروسافت ویندوز (۳۲-بیتی):
```
.386

.model
 
small
,
 
stdcall

.stack
 
4096

includelib
 
kernel32.lib

STD_OUTPUT_HANDLE
 
equ
 
-11
					
; predefined Win API constant

GetStdHandle
 
proto
,
 				
; get standard handle

	
nStdHandle:
dword
 					
; type of console handle

WriteConsoleA
 
proto
,
					 	
; write a buffer to the console

	
hConsoleOutput:
dword
,
				 	
; output handle

	
lpBuffer:
ptr
 
byte
,
					
; pointer to buffer

	
nNumberOfCharsToWrite:
dword
,
		 		
; size of buffer

	
lpNumberOfCharsWritten:
ptr
 
dword
,
	 		
; ptr to number of bytes written

	
lpReserved:
dword
					
; (not used)

	

ExitProcess
 
proto
,

	
dwExitCode:
dword

.data

message
		
db
 
"
Hello
,
 
World
!
"
				
; string to write

bytesWritten
	
dw
 
?
 		 			
; number of bytes written

.code

main
 
proc

	
invoke
 
GetStdHandle
,
 
STD_OUTPUT_HANDLE
			
; returns console output handle to eax

		

	
invoke
 
WriteConsoleA
,

		
eax
,
 					
; console output handle

		
offset
 
message
,
			 	
; points to string

		
13,
					 	
; string length

		
offset
 
bytesWritten
,
 		 		
; returns number of bytes written

		
0

	

	
invoke
 
ExitProcess
,
 
0

main
 
endp

	
end
 
main

```